# 王兴让
王兴让（1913年—1997年），曾用名王若愚，回族，辽宁丹东人。中华人民共和国政治人物。

## 生平
先天只有一条左胳膊，没有右臂，因此在读书时被同学称作“王佐”，抗战时被称为“独臂局长”。
早年就读于天津南开中学、毕业于东北大学。伪满时期在安东建立赤色工会和临时工委任书记。1934年，到上海任共青团江苏省委宣传部长。由于体貌特征明显，多次被捕。1936年赴北方参见抗日救国。
抗日战争时期，先后任山西长治牺盟会长治中心区秘书、太行第四专署专员、晋冀鲁豫边区工商管理总局局长、冀南银行太行区行行长、华北财经委员会委员。
第二次国共内战时期，先后任辽宁省政府财政厅长、辽西行署副主任、吉林省政府副主席兼财政厅厅长、东北财委副主任兼东北贸易总局局长、东北商业部副部长、东北贸易部部长。
中华人民共和国成立后，1952年8月，任中华人民共和国商业部副部长；后任中华人民共和国城市服务部副部长。1958年2月至9月，任中华人民共和国第二商业部副部长。1958年9月，第二商业部与第一商业部合并，设立中华人民共和国商业部并恢复中华全国供销合作总社，改任中华全国供销合作总社副主任、党组成员。1982年退居二线后，任全国政协第六届、第七届委员会委员。在社团组织中，任中国民族贸易经济研究会会长和中国蜂产品协会会长等职务。